# Paul Bacon (Politiker)
Paul Jean Bacon (* 1. November 1907 im 18. Arrondissement, Paris; † 6. Dezember 1999 in Gimont, Département Gers) war ein französischer christlicher Gewerkschaftsfunktionär und Politiker der Mouvement républicain populaire (MRP), der unter anderem zwischen 1946 und 1958 Mitglied der Nationalversammlung sowie mehrmals Minister für Arbeit und soziale Sicherheit in der Vierten Republik war. Er war zwischen 1958 und 1962 ferner Arbeitsminister in den ersten Regierungen der Fünften Republik.

## Leben

### Schulische Ausbildung und berufliche Tätigkeiten
Bacon stammte aus einer Arbeiterfamilie und war der Sohn eines Karosseriebauers sowie einer Schneiderin für Damenunterwäsche und späteren Dienstmädchen. 1910 öffnete sein Vater Laurent Bacon einen Handwerksbetrieb in Gimont, wo sein Sohn anfangs die Grundschule besucht, ehe er die Grundschule in Masseube besucht. Im Mai 1916 wird sein Vater in der Schlacht um Verdun tödlich verwundet, sodass Paul Bacon mit knapp neun Jahren zum Halbwaise wird. 1919 wechselte er zur weiteren schulischen Ausbildung nach Pau, wo er bis 1924 die dortige Ecole primaire supérieure Saint-Cricq besucht. Nach Abschluss der vorbereitenden Hochschule (Enseignement primaire supérieur) im Bereich Kunst und Handwerk 1924 war er bis 1926 als Möbeldesigner in Pau tätig und setzte daneben seine schulische Ausbildung in einem Fernstudium fort. 

### Engagement in der christlichen Arbeiterbewegung und Journalist
Während dieser Zeit tritt Bacon 1924 der 1919 gegründeten Christlichen Arbeiterbewegung (Confédération des travailleurs chrétiens) bei und wird nach der Gründung von deren Jugendorganisation JOC (Jeunesse ouvrière chrétienne) 1926 aktives Mitglied. Nach einer fast einjährigen Arbeitslosigkeit kehrte er 1927 nach Paris zurück, wo er zunächst in der Buchhaltung sowie später in der Grafikabteilung einer Tageszeitung eine Beschäftigung findet. Ende 1927 wird er Mitglied des Generalsekretariats der JOC und schließlich Vize-Generalsekretär dieser Organisation. Danach nimmt er auch eine Tätigkeit als Journalist auf und arbeitet von 1928 bis 1936 als Redakteur von Jeunesse ouvrière, der Zeitung der JOC. 1929 gründete er zusammen mit anderen militanten Aktivisten der JOC auch den Verlag Les Editions ouvrières. Daneben war er Verfasser regelmäßiger Artikel in christdemokratischen Zeitschriften wie Sept, die von Marie-Vincent Bernadot zwischen März 1934 und August 1937 herausgegeben wurde. 1937 gründete Bacon Monde ouvrier, eine Zeitschrift der JOC und der Volksbewegung für Familien (Mouvement populaire des familles), deren Mitgründer er ebenfalls war.

### Zweiter Weltkrieg und Nachkriegszeit

#### Mitglied derRésistanceund Mitgründer der MRP
Nach Beginn des Zweiten Weltkrieges wird Bacon 1939 zum Militärdienst eingezogen, den er als Funker im 28. Ingenieurregiment absolviert. Nach der Besetzung Frankreichs durch die deutsche Wehrmacht kehrte er ins Zivilleben zurück und nahm seine gewerkschaftlichen Aktivitäten wieder auf und engagierte sich auch in der Widerstandsbewegung Résistance. Nach der Befreiung von Paris im August 1944 wurde er für die Résistance Mitglied der Provisorischen Beratenden Versammlung (Assemblée consultative provisoire) in Paris. Bereits im Frühjahr 1944 war er Gründer und Organisator der Arbeitervertreter in der Republikanischen Bewegung für die Befreiung MRL (Mouvement républicain pour la Libération), aus der auf dem Gründungskongress im November 1944 unter der Führung von Georges Bidault die Mouvement républicain populaire (MRP) entstand.
1945 wurde Bacon Mitglied des Nationalbüros sowie des Nationalrates der MRP und gehörte diesen beiden Parteigremien bis 1958 an. Daneben wurde er auch Chefredakteur der Parteizeitung Forces nouvelles und übernahm führende Funktionen in der Gewerkschaftsbewegung wie 1945 als Herausgeber der Zeitschrift Syndicalisme, des Organs des christdemokratischen Gewerkschaftsbundes CFTC (Confédération française des travailleurs chrétiens). 1946 gehörte er zu den Gründern des Instituts für Arbeiterkultur (Institut de culture ouvrière), das die Arbeit der vor dem Krieg gegründeten Arbeiterzentren für Bildung und Information fortsetzte, für die Bacon mehrere Broschüren über die Rechte der Arbeiter veröffentlicht hatte. Daneben engagierte er sich als Mitglied des Nationalbüros der Semaines sociales de France (SSF), das seit 1904 auf der Grundlage der Enzyklika Rerum Novarum von Papst Leo XIII. soziale Wochen in Frankreich organisiert.

#### Mitglied der Verfassunggebenden Versammlungen
Bei den Wahlen vom 21. Oktober 1945 für eine Verfassunggebende Versammlung (Assemblée nationale Constituante) kandidierte Bacon für die MRP im vierten Wahlbezirk des Département Seine. Die MRP-Liste errang dabei 99.748 der 376.567 abgegebenen Wählerstimmen und konnte zwei Abgeordnete stellen. Die Liste der Parti communiste français (PCF) von Maurice Thorez bekam 150.567 Stimmen und vier Mandate, während die Liste der Section française de l’Internationale ouvrière (SFIO) 84.272 Wählerstimmen erzielte und die beiden letzten der acht in diesem Wahlkreis zu vergebenden Sitze bekam. Nach seiner Wahl wurde Bacon Mitglied des Verfassungsausschusses (Commission de la Constitution) und zu einem der Vizepräsidenten der Verfassunggebenden Nationalversammlung gewählt. Am 8. April 1946 brachte er eine Gesetzesinitiative zur Gründung einer neuen Gesellschaftsform ein, der sogenannten Arbeiter- und Spargesellschaften (Société de travail et d’Épargne ), in denen er das Ideal der Christsozialen aufnahm. Zwar stimmte er für die Verstaatlichungen, stimmte aber gegen den Verfassungsentwurf, der schließlich am 5. Mai 1946 auch bei einer Volksabstimmung abgelehnt wurde.
Bei der Neuwahl einer Verfassunggebenden Versammlung am 2. Juni 1946, aus denen die MRP als führende Partei hervorging, wurde Bacon im vierten Wahlbezirk des Département Seine wiedergewählt. Im Anschluss wurde er Mitglied des Geschäftsordnungs- und Petitionsausschusses (Commission du règlement et des pétitions) sowie des Ausschusses für Arbeit und soziale Sicherheit (Commission du travail et de la sécurité sociale) und wurde dadurch auch führender Sprecher der MRP für soziale Angelegenheiten. Er stimmte für die Verfassung vom 13. Oktober 1946, die nach ihrer Annahme in einer Volksabstimmung zur Gründung der Vierten Französischen Republik am 21. Oktober 1946 führte.

### Vierte Republik

#### Wahl zum Mitglied der Nationalversammlung 1946 und Staatssekretär
Bei den daraufhin am 10. November 1946 stattgefundenen Wahlen zur ersten Nationalversammlung der Vierten Republik lag die Liste der PCF im vierten Wahlbezirk des Département Seine mit 154.696 der 371.575 abgegebenen Wählerstimmen auf dem ersten Platz und bekam vier der neun in diesem Wahlkreis zu vergebenden Sitze. Die MRP gewann mit 85.496 Stimmen zwei Mandate, die SFIO mit 60.831 Wählerstimmen einen Sitz und die Liste einer Union gegen diese drei Parteien (Union contre le tripartisme) die beiden letzten Mandate. Der wiedergewählte Bacon wurde im Anschluss erneut Mitglied des Ausschusses für Arbeit und soziale Sicherheit sowie des wichtigen Finanzausschusses (Commission des finances) und des ebenfalls einflussreichen Presseausschusses (Commission de la presse). Zugleich wurde er 7. Juni 1949 Richter am Obersten Justizgericht (Haute Cour de justice), der zu zwei Dritteln aus Abgeordneten und einem Drittel aus anderen Personen bestand, sowie ferner als Vertreter von Georges Bidault Vize-Mitglied der Parlamentarischen Versammlung des Europarates in Straßburg.
Am 28. Oktober 1949 wurde Bacon von Premierminister Georges Bidault zum Staatssekretär beim Premierminister (Secrétaire d’État à la présidence du Conseil) in dessen zweiter Regierung berufen. Auf dem Parteitag der MRP 1949 in Straßburg sprach er zu den wichtigen Themen der Sozialpolitik und sah sich als Vermittler zwischen der Regierung und den Gewerkschaften, um die Freiheit der Tarifverträge wiederherzustellen.

#### Minister für Arbeit und soziale Sicherheit 1950 bis 1952
Nach der Bildung der dritten Regierung Bidault übernahm Bacon am 7. Februar 1950 das Amt des Ministers für Arbeit und soziale Sicherheit (Ministre du Travail et de la Sécurité sociale). Dieses Ministeramt bekleidete er auch in der nachfolgenden zweiten Regierung von Premierminister Henri Queuille vom 2. bis 12. Juli 1950, im ersten Kabinett von René Pleven zwischen dem 12. Juli 1950 und 10. März 1951, in der dritten Regierung Queuille vom 10. März bis 11. August 1951, im zweiten Kabinett Pleven zwischen dem 11. August 1951 und dem 20. Januar 1952 sowie schließlich in der ersten Regierung von Premierminister Edgar Faure vom 20. Januar bis zum 8. März 1952. Einer seiner damaligen Mitarbeiter als Technischer Berater war der spätere Außenminister, Michel Jobert.
Während dieser Zeit gehörte Bacon am 8. Mai 1950 zu den Initiatoren einer Obersten Kommission für Tarifverträge (Commission supérieure des conventions collectives). Daneben setzte er sich zwischen 1950 und 1951 für die Einführung eines berufsunabhängigen Mindestlohns ein, zu der es 1952 nach Festlegung einer beweglichen Skala anhand der Preissteigerungsrate kommt. Auf dem Gebiet der sozialen Sicherheit legte er im März 1951 einen Reformplan zur Beschränkung des Defizits sowie zur Begründung einer Parität zwischen den verschiedenen Sozialleistungsträgern und einer Verbesserung der Leistungen. 

#### Wiederwahl 1951 und Minister für Arbeit und soziale Sicherheit 1953 bis 1954
Bei den Wahlen zur Nationalversammlung am 17. Juni 1951 kandidierte Bacon erneut im vierten Wahlbezirk des Département Seine. Die Liste der PCF gewann abermals mit 140.458 der 366.132 abgegebenen Wählerstimmen vier der neun dort zu vergebenden Sitze, während die gaullistische Rassemblement du peuple français (RPF) als zweitstärkste Kraft hervorging und mit 99.429 Stimmen drei Sitze bekam. Die SFIO mit 44.777 Wählerstimmen und die MRP mit 33.097 Stimmen gewannen jeweils ein Mandat, das für die MRP von Bacon eingenommen wurde.
Am 8. Januar 1953 wurde Bacon darüber hinaus von Premierminister René Mayer wieder zum Minister für Arbeit und soziale Sicherheit in dessen Kabinett berufen. Er bekleidete dieses Ministeramt vom 28. Juni 1953 bis zum 18. Juni 1954 in der nachfolgenden Regierung von Premierminister Joseph Laniel. Während der Streiks im August 1953 nutzte er seine langjährige Verbindung zum Christlichen Gewerkschaftsbund CFTC um Verhandlungen mit den Streikenden aufzunehmen. Dabei ging es um hauptsächlich darum, den Widerstand von Finanz- und Wirtschaftsminister Edgar Faure gegen die Erhöhung des Mindestlohns zu überwinden.
Gleichwohl wurde er am 23. Februar 1955 von Premierminister Faure auch in dessen zweite Regierung berufen, der er bis zum 1. Februar 1956 angehörte. In dieser Funktion gehörte er zu den Teilnehmern bei den Tarifverhandlungen zwischen den Sozialpartnern. Am 6. Mai 1955 veröffentlichte er im Regierungsbulletin ein Dekret, das das Ziel hatte, eine Verhandlungsgrundlage zum Abschluss der Tarifverträge und der Lohnvereinbarungen zu fördern. Dabei sah er es insbesondere als notwendig an, das Gesetz von Februar 1950 zu ändern, das aus seiner Sicht bei den Tarifverhandlungen wegen der Gefahr von Arbeitskämpfen unbefriedigend war. 1955 wurde er darüber hinaus zum Mitglied des Gemeinderates von Saint-Maur-des-Fossés gewählt.

#### Wiederwahl 1956
Nach der Auflösung der Nationalversammlung am 1. Dezember 1955 führte Bacon wieder die Liste der MRP im vierten Wahlbezirk des Département Seine an und wurde bei den Wahlen am 2. Januar 1956 mit 34.043 der 465.075 abgegebenen Wählerstimmen knapp wiedergewählt. Die PCF, die 37,5 Prozent der Stimmen bekam und wieder vier der neun dortigen Abgeordneten stellte, untermauerte ihre Vorrangstellung in diesem Wahlkreis. Die vier anderen Mandaten fielen an die SFIO, die Parti radical (PR), das Centre national des indépendants (CNI) sowie eine Liste der poujadistischen Union de défense des commerçants et artisans (UDCA). 
Nach seinem Wiedereinzug in das Palais Bourbon wurde Bacon erneut Mitglied des Ausschusses für Arbeit und soziale Sicherheit sowie des Presseausschusses und ferner Mitglied des Ausschusses für allgemeines Wahlrecht, Verfassungsrecht, Geschäftsordnung und Petitionen (Commission du suffrage universel, des lois constitutionnelles, du règlement et des pétitions). Während der Amtszeit von Premierminister Guy Mollet befasste er sich zwischen Februar 1956 und Juni 1957 vorwiegende mit seiner parlamentarischen Arbeit auf dem Gebiet der Sozialgesetzgebung.

#### Minister für Arbeit und soziale Sicherheit 1957 bis 1958
Bacon wurde am 6. November 1957 von Premierminister Félix Gaillard ebenfalls zum Minister für Arbeit und soziale Sicherheit in dessen Regierung berufen und bekleidete dieses Ministeramt vom 14. Mai bis zum 1. Juni 1958 auch in der von Premierminister Pierre Pflimlin gebildeten Regierung. Im Anschluss war er noch vom 1. Juni 1958 bis zum 8. Januar 1959 Arbeitsminister (Ministre du travail) in der dritten Regierung von Premierminister Charles de Gaulle.
Während dieser Zeit initiierte er wiederum mehrere Gesetzesvorhaben wie zum Beispiel eine Neufassung der sozialen Sicherungssysteme, eine Indizierung der Familienzulagen zu den Lebenshaltungskosten sowie eine Reform der Arbeitsgerichte (Conseil de prud’hommes) und Betriebsräte.

### Fünfte Republik
Bei den Wahlen zur ersten Nationalversammlung der am 5. Oktober 1958 gegründeten Fünften Französischen Republik am 30. November 1958 verzichtete Bacon auf eine neuerliche Kandidatur für die MRP zur Nationalversammlung. 
Allerdings wurde er am 8. Januar 1959 von Premierminister Michel Debré als Arbeitsminister in dessen Kabinett berufen. In diesem Ministeramt verblieb er auch in der am 16. April 1962 gebildeten ersten Regierung von Premierminister Georges Pompidou. Am 16. Mai 1962 trat er von seinem Ministeramt zurück und wurde von Gilbert Grandval abgelöst.
Nach seinem Ausscheiden aus der Regierung war Bacon von 1962 bis 1964 Mitglied des Wirtschafts- und Sozialrates (Conseil économique et social), einem aus Unternehmern, Gewerkschaften und anderen Sozialpartnern bestehenden Gremium zur Beratung von Nationalversammlung und Frankreich. Des Weiteren war er Präsident des Internationalen Zentrums für berufliche und technische Bildung in Turin sowie zwischen 1966 und 1976 erster Präsident des von Präsident Charles de Gaulle gegründeten Studienzentrums für Einkommen und Kosten CERC (Centre d’études des revenus et des coûts).
Aus seiner 1932 geschlossenen Ehe gingen zwei Kinder hervor.